# Huset Sratsimir
Huset Sratsimir (också kallade Sracimir och Sratsimirovtsi) var ett albanskt-bulgariskt kungahus med besittning av Tsarriket Tarnovo, Tsarriket Vidin, Despotatet Valona samt Despotatet Lovech.